# Composition IX
Composition IX est un tableau réalisé par Vassily Kandinsky en 1936. Cette œuvre est conservée au centre Pompidou à Paris.

## Expositions
- Kandinsky, Centre Pompidou, 1984-1985
- Kandinsky, Centre Pompidou, 2009.